# 柳河镇 (庆安县)
柳河镇，是中华人民共和国黑龙江省绥化市庆安县下辖的一个镇。
2017年9月13日，黑龙江省民政厅批复同意撤销新胜乡，设立柳河镇。

## 行政区划
柳河镇下辖以下地区：
新光村、新明村、新清村、新升村、新强村、新泉村、新岗村、新宏村、新柳村和新胜村。